# Rosa moschata
La rosa almizcleña (Rosa moschata) es una especie de rosa que lleva mucho tiempo cultivada. Sus orígenes silvestres son inciertos pero se sospecha que se encuentran en el oeste de los Himalayas.

## Descripción

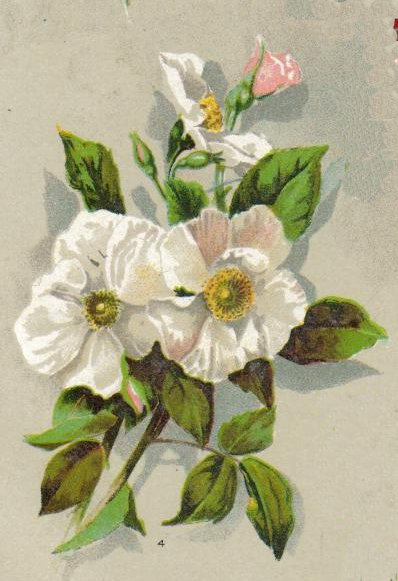
Pintura de la rosa almizcleña, 1902.

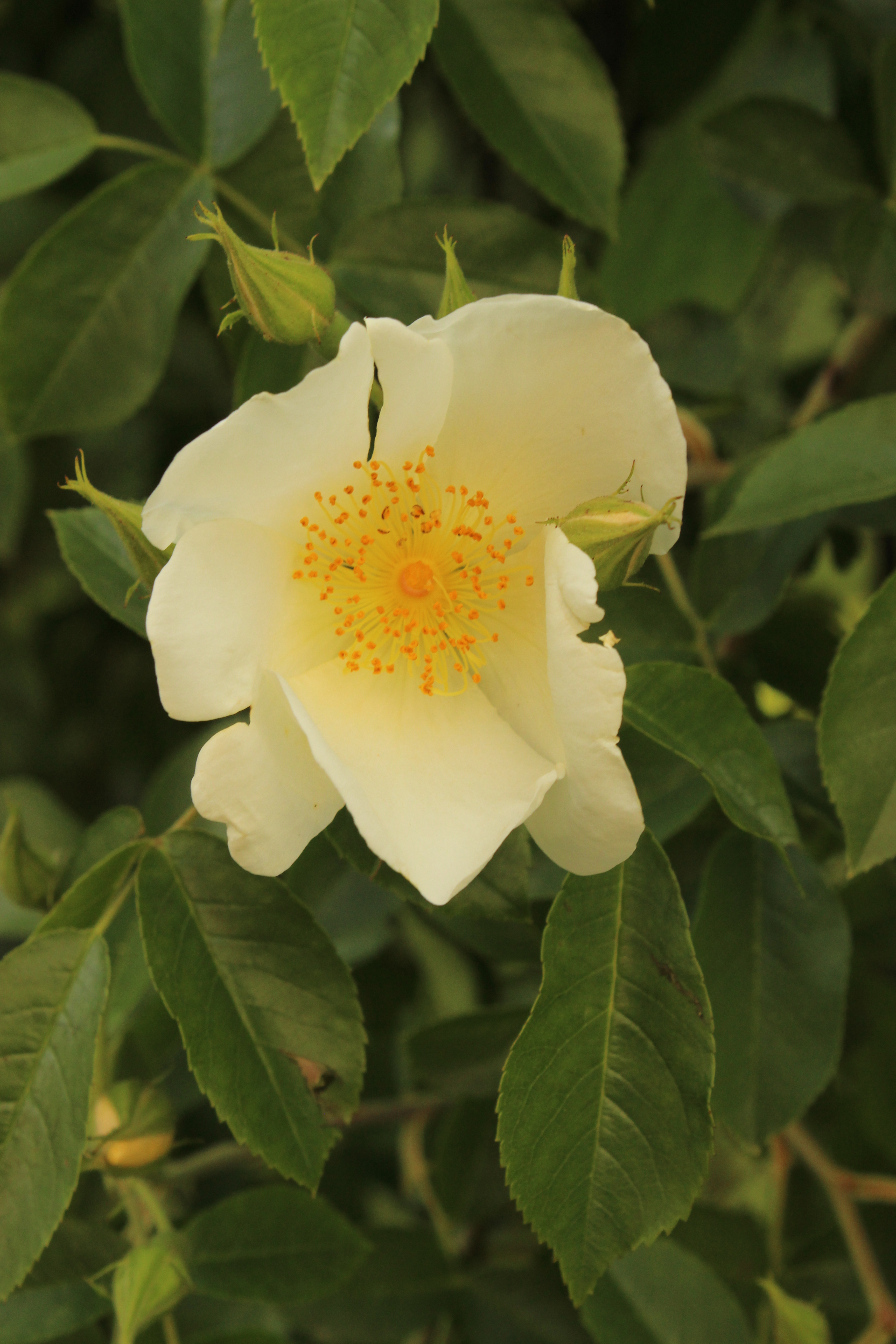
Flor

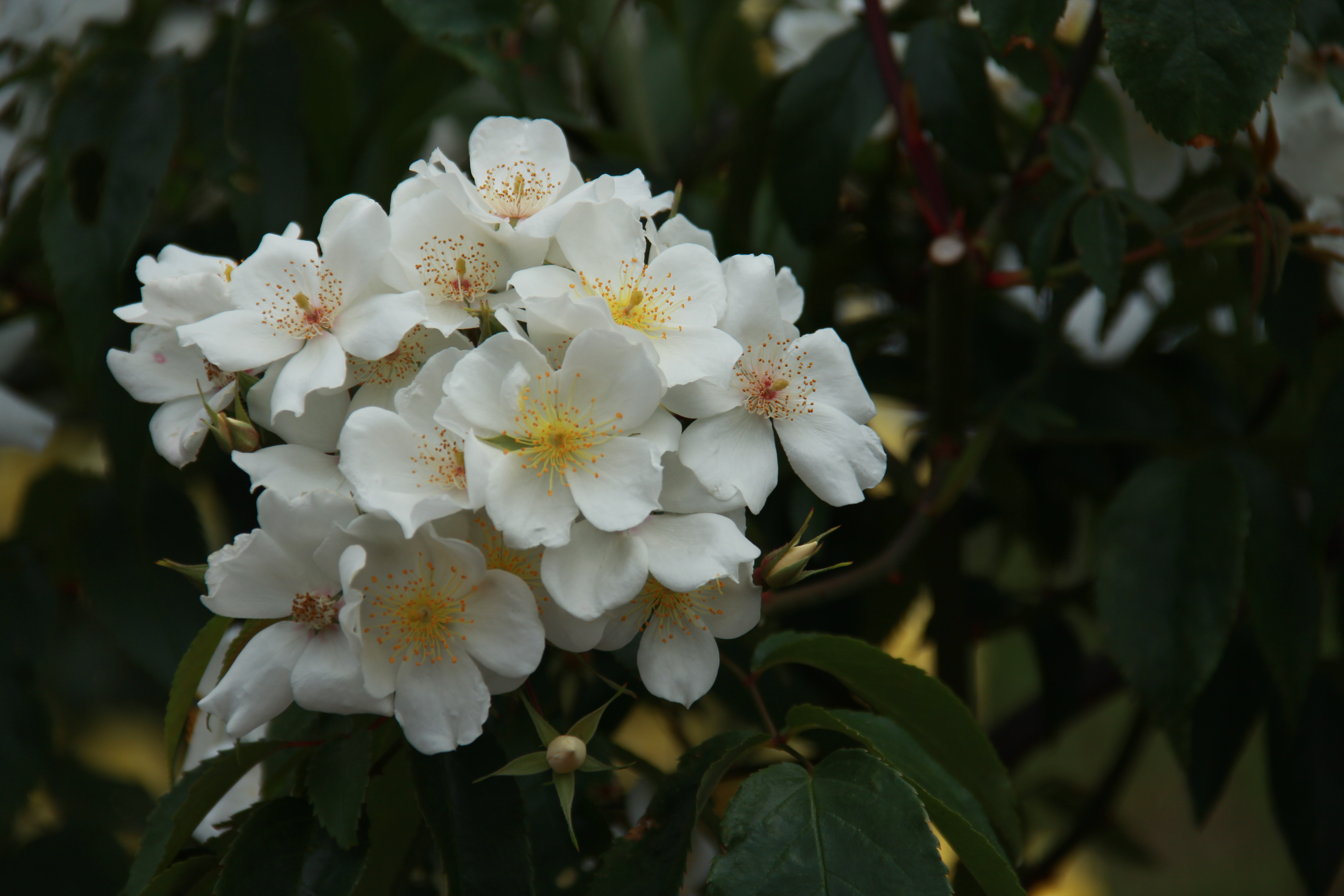
Flores

R. moschata es un arbusto que alcanza los 3 m de altura con flores blancas de unos 5 cm en una floja cima o corimbo, que florece en un nuevo crecimiento desde finales de primavera hasta finales de otoño en climas cálidos, o de a finales del verano en adelante en climas de veranos frescos. Los sépalos son de 2 cm de largo con puntos finos. 
Las flores tienen un aroma característico a "almizcle", que emana de los estambres, que también se encuentra esta característica en algunos de sus descendientes.
Las espinas en los tallos son rectas o ligeramente curvas y tienen una base amplia. Las hojas de color verde claro o verde grisáceo tienen de cinco a siete foliolos ovales con pequeños dientes; las venas a veces son pubescentes y la raquis posee espinas. Las estípulas son estrechas con amplias terminaciones libres. Frutos pequeños, ovalados llamados escaramujos, se vuelven rojo anaranjados en otoño.
Esta especie ha sido históricamente confundida con Rosa brunonii, una muy parecida de los  Himalayas, la especie es de mayor altura y hábito de escalada que lleva las flores en primavera y que posee un parecido, olor almizclado. Se pueden distinguir en los jardines por su temporada de floración y por sus hábitos de crecimiento diferentes.
La variedad 'Plena' presenta flores semi-dobles, y una forma con el nombre de estudio "Temple Musk", ("Templo de almizcle"), que se encuentra en los Estados Unidos, lleva flores más dobles.

### Cultivo y usos
Se ha afirmado[¿quién?] que no se han encontrado ejemplos verdaderamente salvajes de la rosa almizcle, a pesar de que se registra en el cultivo de al menos tan lejana como el siglo XVI. 
Es importante en el cultivo como un padre para varios grupos de rosas cultivadas híbrido almizcleño, en particular la rosa de Damasco y el grupo noisette, y es valorado por su olor y por su inusualmente larga temporada de floración entre las especies de rosas.

## Taxonomía
Rosa moschata fue descrita por Johann Hermann y publicado en De Rosa 15. 1762.
Etimología
Rosa: nombre genérico que proviene directamente y sin cambios del latín rosa que deriva a su vez del griego antiguo rhódon, , con el significado que conocemos: «la rosa» o «la flor del rosal»
moschata: epíteto
Variedades
- Rosa moschata subsp. timisorensis Prod n

Sinonimia
- Rosa arborea Pers.
- Rosa broteroi Tratt.
- Rosa brownii Tratt.
- Rosa brunonii Lindl.
- Rosa glandulifera Roxb.
- Rosa manuelii Losa
- Rosa napaulensis hort. ex Andrews
- Rosa nepalensis hort. ex Andrews
- Rosa opsostemma Ehrh.
- Rosa pissardii CarriŠre
- Rosa pissartii CarriŠre	S
- Rosa recurva Roxb. ex Lindl.
- Rosa ruscinonensis Gren. & D‚s‚gl. ex D‚s‚gl.[2]

## Nombre común
- Mosqueta, mosqueta blanca (2), rosa, rosa mosqueta (el número entre paréntesis indica las especies que tienen el mismo nombre en España).[3]